# Peruprion serratus
Peruprion serratus är en mångfotingart som beskrevs av Karl Wilhelm Verhoeff 1941. Peruprion serratus ingår i släktet Peruprion och familjen Chelodesmidae. Inga underarter finns listade i Catalogue of Life.